# 光明池自動車教習所
光明池自動車教習所（こうみょういけじどうしゃきょうしゅうじょ）は大阪府和泉市にある大阪府公安委員会指定の自動車教習所。
フォージィ・グループが運営している自動車教習所であり、関西地区のTVコマーシャルも放映されている。姉妹校は斑鳩町、門真市および八尾市にもある。

## 所在地
大阪府和泉市和田町401-1 

## 取扱免許
- 普通車四輪MT/AT
- MT二輪（大型、普通、小型）
- AT二輪（大型、普通、小型）

## その他教習
- ペーパードライバー教習

## 車両
- 普通車：トヨタ・コンフォート
- 普通二輪車：ホンダ・CB400 (MT) 、スズキ・スカイウェイブ400 (AT)
- 大型二輪車：ホンダ・CB750 (MT) 、スズキ・スカイウェイブ650 (AT)

## グループ校
- 門真自動車教習所
- 八尾柏原ドライビングスクール
- 守口自動車教習所
- 法隆寺自動車教習所